# Subdistritos de China
Un subdistricto (en chino: 街道 / 街; pinyin:  jiēdào / jiē) es uno de los más pequeños tipos de divisiones administrativas de China. Es una forma de división del nivel pueblo qué típicamente es parte de una zona urbano más grande, a diferencia de un poblado rodeada de áreas rurales, o un pueblo rural (una villa).
Por lo general, las zonas urbanos están divididos en subdistritos y un subdistrito se divide en varios comunidades (en chino: 小区 / 社区; pinyin: xiǎoqū / shèqū)  o barrios (en chino: 居民区 / 居住区; pinyin: jūmínqū /  jūzhùqū) y también en grupos de aldeanos (en chino: 村民小组; pinyin: cūnmínxiǎozǔ).
La agencia administrativa del subdistrito es la officina del subdistrito (en chino: 街道办事处; pinyin: jīedào bànshìchù) o sencillamente el 'jiedao ban' (en chino: 街道办; pinyin: jiēdào bàn).